# Anacleto Chicaro
Anacleto Chicaro OFMObs (* 22. August 1816 in San Felice Circeo, Kirchenstaat; † 16. April 1893) war ein italienischer Ordensgeistlicher und römisch-katholischer Apostolischer Vikar von Ägypten.

## Leben
Anacleto Chicaro war Mitglied der Ordensgemeinschaft der Franziskaner.
Am 12. Mai 1881 wurde er im Pontifikat von Leo XIII. zum Titularerzbischof von Hemesa und zum Apostolischen Vikar von Ägypten ernannt. Fünf Tage später erfolgte seine Ernenntung zum Apostolischen Delegaten in Ägypten und Arabien. Die Bischofsweihe spendete ihm am 22. Mai desselben Jahres in der Kirche San Bartolomeo all’Isola in Rom der Kurienkardinal Luigi Bilio. Mitkonsekratoren waren der Titularerzbischof von Colossae, Antonio Grasselli OFMConv, und der Bischof von Segni, Antonio Testa OFMObs.
Am 5. Oktober 1888 wurde Erzbischof Anacleto Chicaro als Apostolischer Vikar und Delegat emeritiert.